# Conus armoricus
Conus armoricus é uma espécie extinta de caracol marinho, um molusco gastrópode marinho da família Conidae.

## Distribuição
Esta espécie é de ambientes marinhos antigos no Mioceno da Nova Zelândia.